# Società Sportiva Virtus Lanciano 1924 2009-2010
Questa pagina raccoglie le informazioni riguardanti la Società Sportiva Virtus Lanciano 1924 nelle competizioni ufficiali della stagione 2009-2010.

## Rosa
| N. |                   | Ruolo | Calciatore           |
| -- | ----------------- | ----- | -------------------- |
|    | Italia (bandiera) | D     | Federico Amenta      |
|    | Italia (bandiera) | D     | Paolo Antonioli      |
|    | Italia (bandiera) | D     | Antonio Aquilanti    |
|    | Italia (bandiera) | P     | Vincenzo Aridità     |
|    | Italia (bandiera) | P     | Mauro Chiodini       |
|    | Italia (bandiera) | D     | Tommaso Colombaretti |
|    | Italia (bandiera) | A     | Roberto Colussi      |
|    | Italia (bandiera) | D     | Mauro Coppini        |
|    | Italia (bandiera) | D     | Mattia De Fabritiis  |
|    | Italia (bandiera) | C     | Domenico Di Cecco    |
|    | Italia (bandiera) | A     | Giancarlo Improta    |
|    | Italia (bandiera) | D     | Carlo Mammarella     |

| N. |                       | Ruolo | Calciatore             |
| -- | --------------------- | ----- | ---------------------- |
|    | Italia (bandiera)     | C     | Augusto Marfisi        |
|    | Italia (bandiera)     | A     | Simone Masini          |
|    | Italia (bandiera)     | D     | Davide Moi             |
|    | Italia (bandiera)     | A     | Daniele Morante        |
|    | Italia (bandiera)     | D     | Joseph Dayo Oshadogan  |
|    | Italia (bandiera)     | A     | Lorenzo Perfetti       |
|    | Brasile (bandiera)    | C     | Luís Gabriel Sacilotto |
|    | Italia (bandiera)     | A     | Gianluca Sansone       |
|    | Italia (bandiera)     | A     | Davide Sinigaglia      |
|    | Italia (bandiera)     | A     | Manuel Turchi          |
|    | Italia (bandiera)     | C     | Gaetano Vastola        |
|    | Uzbekistan (bandiera) | A     | Ilyos Zeytullayev      |